# Brookthorpe
Brookthorpe – wieś w Anglii, w hrabstwie Gloucestershire. Leży 8 km na południe od miasta Gloucester i 150 km na zachód od Londynu.